# Kushki Kuhna (huyện)
Kushki Kuhna là một huyện thuộc tỉnh Herat, Afghanistan. Dân số thời điểm năm 1999 là 34,529 người.